# Löbekühn
Löbekühn ist ein wüst gefallenes Dorf im Gebiet des Landkreises Jerichower Land.

## Geographie
Die Siedlung Löbekühn lag etwa 2 km südwestlich von Burg (bei Magdeburg), 1,8 km nordöstlich von Detershagen, sowie 2,7 km nordöstlich von Schermen an der Straße zwischen Burg und Schermen.
Heute befinden sich auf der Fläche der ehemaligen Siedlung die Verkehrswacht Jerichower Land sowie verschiedene Unternehmen.

## Die Herren von Löbekühn
Johann Georg I. von Meyendorf hatte das Lehen bis zu seinem Tod im Jahr 1658 inne. Anschließend bestimmte Herzog August von Sachsen-Weißenfels Andreas von Meyendorf zum Lehensherren. 1667 wurde es an Gebhard Julius von Mandelsloh übertragen.

## Namensherkunft
Aus der Bezeichnung „Lebigün“ entwickelte sich der Name „Löbekühn“, wie im Jahr 1658 beurkundet.